# Список послов СССР и России в Катаре
В статье представлен список послов СССР и России в Катаре.

## Хронология дипломатических отношений
- 1 августа 1988 г. — установление дипломатических отношений на уровне посольств.
- 4 декабря 2011 г. — понижение дипломатических отношений на уровне посольств.

## Список послов
| Срок полномочий                    | Посол                            | Годы жизни | Комментарии                  |
| ---------------------------------- | -------------------------------- | ---------- | ---------------------------- |
| СССР                               |                                  |            |                              |
| 1 сентября 1988 — 28 сентября 1989 | Авды Кулиев                      | 1936—2007  | Временный поверенный в делах |
| 28 сентября 1989 — 25 декабря 1991 | Владимир Иванович Водяхин        | 1937—      |                              |
| Российская Федерация               |                                  |            |                              |
| 25 декабря 1991 — 27 октября 1993  | Владимир Иванович Водяхин        | 1937—      |                              |
| 27 октября 1993 — 6 сентября 1996  | Игорь Александрович Мелихов      | 1944—      |                              |
| 25 ноября 1996 — 5 августа 2000    | Николай Константинович Тихомиров | 1939—      |                              |
| 5 августа 2000 — 15 июля 2005      | Виктор Сергеевич Кудрявцев       | 1945—      |                              |
| 15 июля 2005 — 23 июля 2009        | Андрей Владимирович Андреев      | 1956—      |                              |
| 23 июля 2009 — 7 марта 2012        | Владимир Ефимович Титоренко      | 1958—      |                              |
| 7 марта 2012 — 22 ноября 2013      | Дмитрий Александрович Трофимов   | 1964—      | Временный поверенный в делах |
| 22 ноября 2013 — 9 ноября 2021     | Нурмахмад Махмадуллаевич Холов   | 1953—      |                              |
| 9 ноября 2021 — настоящее время    | Дмитрий Николаевич Догадкин      | 1967—      |                              |